# Roquefère

Roquefère este o comună în departamentul Aude din sudul Franței. În 2009 avea o populație de 75 de locuitori.